# Heinz Birnbaum
Heinz Birnbaum (* 22. September 1920 in Berlin; † 4. März 1943 in der Strafanstalt Plötzensee, Berlin) war ein deutscher Arbeiter und Widerstandskämpfer gegen den Nationalsozialismus. Er wurde 1943 als Opfer der NS-Kriegsjustiz hingerichtet.

## Leben und Tätigkeit
Der Vater Heinz Birnbaums war Arbeiter, seine Mutter Hausfrau. Von 1926 bis 1930 besuchte er die Volksschule, anschließend bis 1934 das Andreas-Realgymnasium. Im Oktober 1934 nahm er seine Lehre als Dreher bei der Firma Butzke & Co. auf, die er im Oktober 1937 beendete. In den Jahren bis 1941 arbeitete er in seinem Beruf in verschiedenen Betrieben Berlins, zuletzt in den Mechanischen Werkstätten Schubert in Reinickendorf.
1930–1935 Mitglied der zionistischen Jugendbewegung, lernte er dort Herbert Baum kennen, der ihn 1934 als Mitglied für den Kommunistischen Jugendverband Deutschlands gewann. Im Unterbezirk Südost des KJVD arbeitete Heinz Birnbaum ausgezeichnet unter der Jugend. Gemeinsam mit Irene Walther schuf er in dem Betrieb Butzke & Co. eine illegale Zelle des KJVD. Bis zu seiner Verhaftung leistete er als Jungkommunist in den Reihen der von Herbert Baum geleiteten antifaschistischen Widerstandsgruppe fleißige, zuverlässige politische Kleinarbeit.

## Hinrichtung
„Auf einem grellroten Plakat wurden Verurteilung und Hinrichtung dieser jungen Menschen, sie waren zwischen 20 und 23 Jahre alt, der Bevölkerung mitgeteilt. Ihre Namen waren mit den gesetzmäßig vorgeschriebenen Zwangs-Zusatz-Vornamen Sara bzw. Israel versehen.“

„Bekanntmachung
die am 10. Dezember 1942 vom Volksgerichtshof wegen Vorbereitung zum Hochverrat und landesverräterischer Feindbegünstigung zum Tode verurteilten
Heinz Israel Rotholz, 21 Jahre alt,
Heinz Israel Birnbaum, 22 Jahre alt,
Lothar Israel Salinger, 23 Jahre alt,
Helmuth Israel Neumann, 21 Jahre alt,
Siegbert Israel Rotholz 23 Jahre alt,
Hella Sara Hirsch, 21 Jahre alt,
Hanni Sara Mayer, 23 Jahre alt,
Marianna Sara Joachim, 21 Jahre alt und
Hildegard Sara Loewy, 20 Jahre alt,
sämtlich aus Berlin, sind heute hingerichtet worden.
Berlin, den 4. März 1943
Der Oberreichsanwalt beim Volksgerichtshof“

mit dem Untertext 

„Bekanntmachung über die Vollstreckung der Todesurteile an Heinz Rotholz und seinen Gefährten“

## Gedenksteine

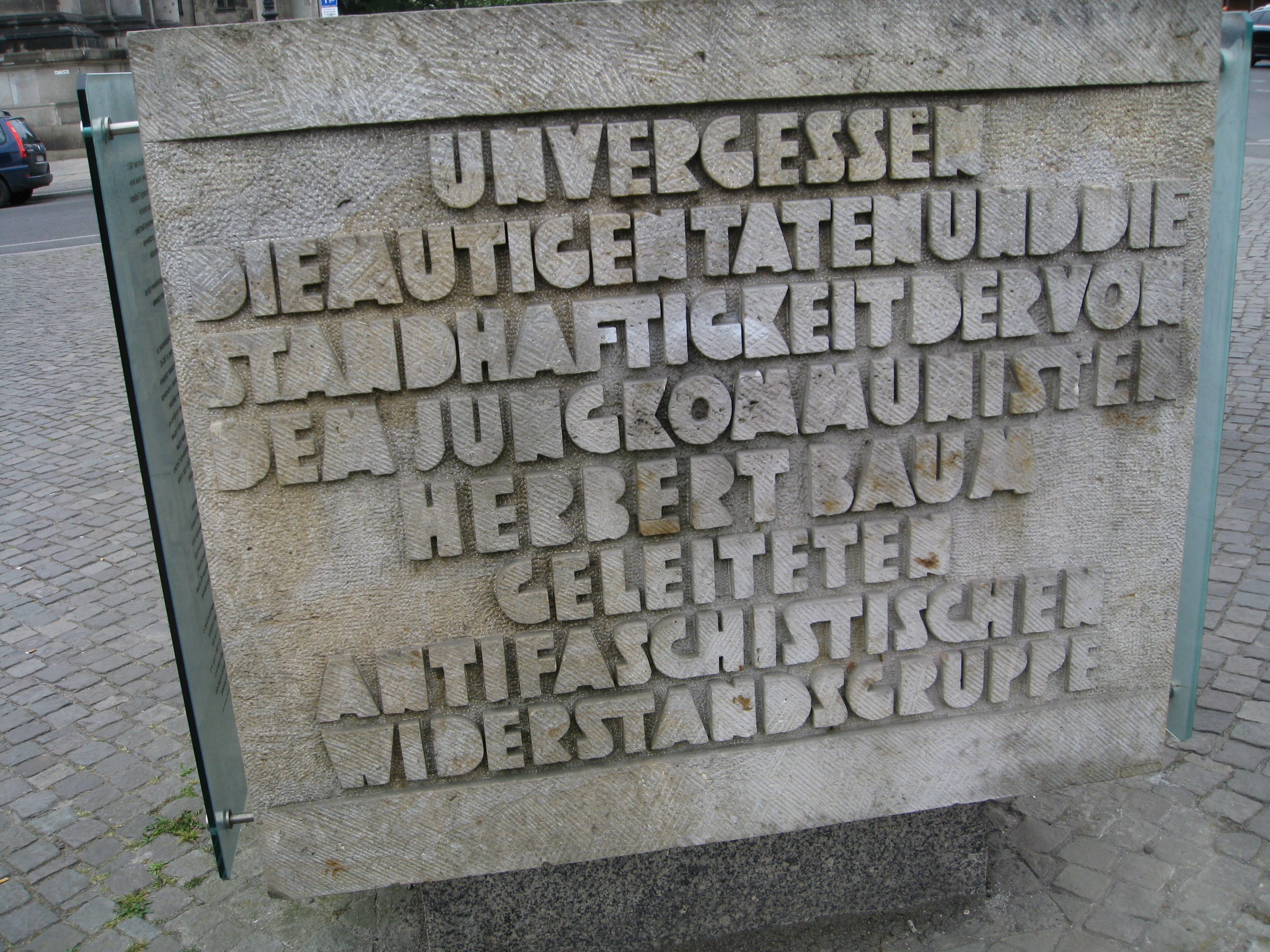
Der Berliner Gedenkstein im Lustgarten

Heute erinnern zwei der Baum-Gruppe gewidmeter Gedenksteine in Berlin namentlich auch an Heinz Birnbaum.
1. Gedenktafel in Berlin auf dem Jüdischen Friedhof Weißensee (Eingang: Markus-Reich-Platz).[4]
2. Dieser von Bildhauer Jürgen Raue gestaltete Gedenkstein wurde 1981 im Auftrag des Magistrats von Berlin (Ost) ohne nähere Informationen über die Widerstandsaktion im Lustgarten aufgestellt.[5]